# 中谷治宇二郎
中谷 治宇二郎（なかや じゅうじろう、1902年〈明治35年〉1月21日 - 1936年〈昭和11年〉3月22日）は、日本の考古学者。筆名は中谷杜美。物理学者・中谷宇吉郎の弟。

## 人物・来歴
1902年（明治35年）1月21日、中谷宇一の次男として石川県江沼郡片山津町（現・加賀市）に生まれる。中学生の頃は文学を志し、同窓生たちと発行した同人誌『跫音』に発表した小説「独創者の喜び」が芥川龍之介の目にとまったことがある。
1919年（大正8年）、小松中学校を卒業し、約1年間、作見村小学校で代用教員として奉職する。1920年（大正9年）に上京し、菊池寛の内弟子として身を寄せて新劇運動に参加し、1921年（大正10年）に金沢新報の記者としてシベリア出兵に従軍する。1922年（大正11年）に東洋大学に入学し、インド哲学を専攻しようとしたが、チフスを患い中退する。さらに肋膜炎にかかるが、後に回復し、1924年（大正13年）4月に東京帝国大学理学部人類学科に選科学生として入学する。1927年（昭和2年）、選科を修了する。卒業論文『注口土器ノ分類ト其ノ地理的分布』を提出し、同年9月に『東京帝国大学理学部人類学教室研究報告第四編』として刊行される。
1929年（昭和4年）、留学としてパリに向かう。兄・宇吉郎や岡潔らと共に日本人会館に住み、ソルボンヌ大学の講義を聴講したり、博物館に通ったりした。1931年（昭和6年）春、仕事のために博物館の近くに下宿を移すが、仕事に没頭しすぎて肺を悪くし、初夏にはスイスのローザンヌのサナトリウムに入った。それを知った岡潔がサナトリウムに見舞いに行き、夏には岡夫妻と共にフランスのトノン＝レ＝バンで生活を始めた。晩秋には岡夫妻と共にパリに戻り、一人暮らしを始めるが、数ヶ月で再び病に伏し、友人らの看病を受けて病状の軽くなった後、1932年（昭和7年）初春に岡夫妻と共に帰国した。
帰国後、伯父・中谷巳次郎のいる大分県由布市の由布院温泉で療養に努める。1935年（昭和10年）12月、『日本先史学序史』を発刊し、1936年（昭和11年）3月22日に逝去する。

## 著作

### 著書

#### 単著
- 東京帝国大学 編『注口土器ノ分類ト其ノ地理的分布』岡書院〈東京帝国大学理学部人類学教室研究報告 第4編〉、1927年11月。 NCID BA42679529。全国書誌番号:47010799。
- 『日本石器時代提要』岡書院、1929年9月。 NCID BN08258643。全国書誌番号:47014232。
  - 『校訂 日本石器時代提要』甲鳥書林〈甲鳥学書 7〉、1943年10月。 NCID BN07360994。全国書誌番号:60014931。
  - 『校訂 日本石器時代提要』梅原末治校、養徳社、1948年8月。 NCID BN0813803X。全国書誌番号:46004179 全国書誌番号:60014931。
- 『日本石器時代文献目録』岡書院、1930年10月。 NCID BN08137809。全国書誌番号:47014704 全国書誌番号:54006074。
  - 『日本石器時代文献目録』有明書房、1986年10月。ISBN 9784870440838。 NCID BN01614772。全国書誌番号:87023376。
- 『日本先史学序史』岩波書店、1935年12月。 NCID BN00856368。全国書誌番号:47014683。
- 中谷治宇二郎先生遺稿編集委員会 編『日本縄文文化の研究』昭森社、1967年8月。 NCID BA34820177。全国書誌番号:68000194。
  - 今永清二 編『日本縄文文化の研究』（増補改訂版）渓水社、1999年10月。ISBN 9784874405673。 NCID BA43544387。全国書誌番号:20004297。
- 江坂輝弥 編『中谷治宇二郎集』築地書館〈日本考古学選集 24〉、1972年5月。 NCID BN02043950。全国書誌番号:73013621。
- 『考古学研究への旅 パリの手記』六興出版、1985年11月。 NCID BN03693725。全国書誌番号:86015263。
- 今永清二 編『考古学研究の道 科学的研究法を求めて』渓水社、1993年11月。ISBN 9784874403037。 NCID BN09992004。全国書誌番号:20701551。
- 『中谷治宇二郎の「独創者の喜び」と「片山津温泉」』中谷宇吉郎雪の科学館友の会、2016年。

#### 編集
- 『片山津温泉案内』丸中屋、1920年8月。全国書誌番号:43031088。

### 論文

#### 単著
- 「東大人類学倉庫跡より発見されし二個の石器に就て」『人類学雑誌』第39巻第7-9号、日本人類学会、1924年11月、232-242頁、doi:10.1537/ase1911.39.232、NAID 130003881603。
- 「常陸稲敷郡地方旅行覚書」『人類学雑誌』第39巻第7-9号、日本人類学会、1924年11月、287-289頁、doi:10.1537/ase1911.39.287、NAID 130003881613。
- 「注口土器の分布に就て」『人類学雑誌』第41巻第5号、日本人類学会、1926年5月、240-250頁、doi:10.1537/ase1911.41.240、NAID 130003881669。
- 「南伊豆に於ける考古学的資料」『人類学雑誌』第42巻第4号、日本人類学会、1927年4月、135-146頁、doi:10.1537/ase1911.42.135、NAID 130003726360。
- 「上野国吾妻郡の先史考古学的考察」『人類学雑誌』第42巻第10号、日本人類学会、1927年10月、388-399頁、doi:10.1537/ase1911.42.388、NAID 130003881681。
- 「近時地誌類に現れたる先史時代の記載（一）」『人類学雑誌』第43巻第5号、日本人類学会、1928年5月、231-236頁、doi:10.1537/ase1911.43.231、NAID 130003881720。
- 「東北地方石器時代遺跡調査予報 ―特に津軽地方に就て―」『人類学雑誌』第44巻第3号、日本人類学会、1929年3月、107-123頁、doi:10.1537/ase1911.44.107、NAID 130003881742。

#### 共著
- 山崎直方、八幡一郎、中谷治宇二郎「相模国中郡旭村万田貝殻坂遺跡 ＝層位的に時代別を示石器時代遺跡＝」『人類学雑誌』第40巻第5号、日本人類学会、1925年6月、205-215頁、doi:10.1537/ase1911.40.205、NAID 130003881650。